# Bhimtar
Bhimtar (en népalais : भीमटार) est un comité de développement villageois du Népal situé dans le district de Sindhulpalchok. Au recensement de 2011, il comptait 4 526 habitants.